# John Deacon

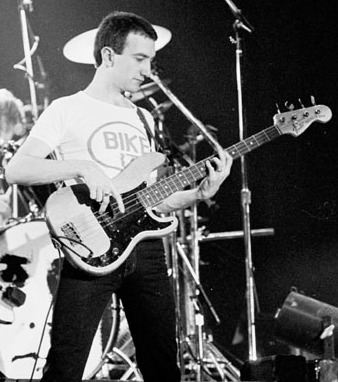
John Deacon mit Queen (1979)

John Richard Deacon (* 19. August 1951 in Oadby, Leicestershire) ist ein britischer Musiker. Er wurde als Bassist der britischen Rockband Queen bekannt, für die er auch Songs wie Another One Bites the Dust, I Want to Break Free, Friends Will Be Friends und Spread Your Wings schrieb. Er ist seit 1997 nicht mehr bei Konzerten aufgetreten.

## Leben

### Jugend und Studium
John Deacon wuchs in Oadby, einem Vorort von Leicester in der britischen Grafschaft Leicestershire auf. Sein Vater Arthur Henry Deacon arbeitete bei der Versicherung Norwich Union. Er nahm ihn oft zum Angeln und zum Train-Spotting mit. Mit sieben Jahren bekam John eine rote Tommy-Steel-Special-Plastikgitarre geschenkt. Als Deacon elf Jahre alt war, starb sein Vater unerwartet, wodurch die Mutter, Lilian Molly Deacon, allein für den Lebensunterhalt sorgen musste.
Mit fünfzehn gründete John seine erste Band The Opposition, wo er Rhythmusgitarre spielte. Vor allem die Beatles inspirierten ihn. Als er wegen mangelnder Fähigkeiten entlassen werden sollte, wechselte Deacon zum E-Bass. Nebenher archivierte er sämtliche Zeitungsartikel über die Band. Nach vier Jahren spielte Deacon im August 1969 sein letztes Konzert mit der Band, die sich inzwischen in The Art umbenannt hatte. Er verließ die Gruppe, weil er am Chelsea College of Science and Technology, einem heute nicht mehr existierenden Teil der University of London, aufgenommen worden war und dort Elektrotechnik studierte.
Während seiner Examenszeit gründete er im Oktober 1970 die für drei Monate aktive Band Deacon. Im Oktober 1970 sah Deacon einen Auftritt von Queen.

### Queen

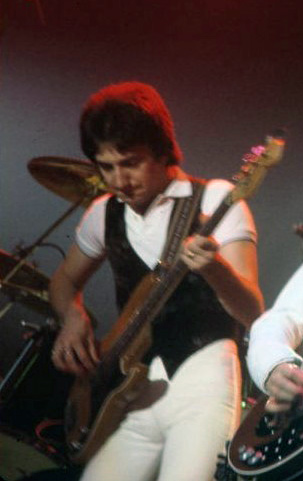
John Deacon, 1977

Nach Abschluss des Studiums hatte er eine Stelle als Teilzeitlehrer an einer Grundschule angenommen, die er auch während der ersten Zeit mit Queen behielt. Anfang 1971 lernte er Roger Taylor und Brian May kennen.
Die Band war auf der Suche nach einem Bassisten. Nachdem er im Februar 1971 vorgespielt hatte, erhielt er die Stelle. Damit war die Besetzung für Queen komplett, die über zwanzig Jahre bis zum Tod von Freddie Mercury 1991 unverändert blieb. Mit 19 Jahren war Deacon das jüngste der vier Bandmitglieder.
In einer von VOX ausgestrahlten Dokumentation zum 40-jährigen Bestehen von Queen wird er als zurückhaltend und ruhig beschrieben und u. a. wird auch erwähnt, dass er während seiner Zeit bei Queen zeitweilig unter Depressionen litt und Antidepressiva einnahm. Im Booklet zu Queens Debütalbum Queen wurde er als Deacon John aufgeführt, um „ihn interessanter klingen zu lassen“. Beim folgenden Album Queen II wurde er dann als John Deacon geführt.
Erst auf dem dritten Album Sheer Heart Attack wurde eine John-Deacon-Komposition mit dem Titel Misfire veröffentlicht. Unter den wenigen Songs, die er für die Gruppe schrieb, befinden sich zwei der größten Hits der Band, Another One Bites the Dust aus dem Jahr 1980, das es an die Spitze des US-amerikanischen Charts schaffte, und I Want to Break Free aus dem Jahr 1984. Nach Mercurys Tod trat Deacon nur noch bei drei Auftritten zusammen mit anderen verbleibenden Bandmitgliedern auf:
- Am 20. April 1992 während des zu Ehren Mercurys und für den Kampf gegen AIDS veranstalteten Freddie Mercury Tribute Concert,
- am 18. September 1993 zusammen mit Roger Taylor bei einem Festival im Cowdray Park, bei dem auch Genesis, Eric Clapton, Paul Young und Pink Floyd auftraten,
- am 17. Januar 1997 mit Taylor, May und Elton John als Leadsänger mit dem Song The Show Must Go On anlässlich der Eröffnungsgala zum Ballett Le Presbytère n’a rien perdu de son charme, ni le jardin de son éclat von Maurice Béjart. Die Thematik dieses Stückes bezieht sich auf Aids und den frühen Tod von Mercury und Jorge Donn, dem ersten Tänzer der Compagnie. Eine Aufnahme des Auftrittes wurde auf Queens Greatest Hits III-Album veröffentlicht.

### Nach Queen
Danach zog er sich aus dem Musikgeschäft zurück, war aber noch an der frühen Vorbereitungsphase des Musicals We Will Rock You beteiligt. 2001 berichtete die britische Boulevard-Zeitung The Sun, dass er von Robbie Williams’ Interpretation des Queen-Hits We Are the Champions nicht angetan sei; Williams hatte das Stück gemeinsam mit Brian May und Roger Taylor für den Film Ritter aus Leidenschaft neu aufgenommen. Obwohl sich Deacon an den ab 2005 unter anderem unter der Bezeichnung Queen + Paul Rodgers laufenden Tourneen nicht beteiligt, toleriert er, dass Taylor und May unter dem Namen „Queen“ aktiv sind.
Er lebt im Südwesten Londons zusammen mit seiner Frau Veronica Agnes Mary Tetzlaff, die er 1975 in Kensington heiratete und mit der er fünf Söhne und eine Tochter hat. Deacons Vermögen wurde 2019 auf 130 Millionen britische Pfund geschätzt.

## Bedeutung für Queen

### Instrumente
John Deacon ist ein bedeutender Bassist, der zusammen mit dem Schlagzeuger Roger Taylor den komplexen Songs der Band ein verlässliches rhythmisches Rückgrat verlieh. Zu seinen besonders erwähnenswerten Stücken als Bassist gehören Another One Bites the Dust und Under Pressure.
Er spielte hauptsächlich einen Fender Precision Bass und gelegentlich einen Music-Man-StingRay-Bass. Zuweilen spielte er auch andere Instrumente, zum Beispiel eine akustische Gitarre in den Songs Who Needs You und Spread Your Wings. Als Rhythmusgitarrist ist er in Staying Power (live) oder Back Chat zu hören.
In '39 und in Bring Back That Leroy Brown spielte er Kontrabass. In You’re My Best Friend spielte er E-Piano; es war der erste Song, den er an einem Keyboard geschrieben hatte.
Deacon ist das einzige Bandmitglied, das niemals auf einem Queen-Album gesungen hat. Er selbst sagte in Interviews, dass er nicht in der Lage sei, mit den restlichen drei starken Sängern der Gruppe mitzuhalten. Bei Live-Konzerten steuerte er aber bei einigen Songs Backing Vocals bei. Ab 1980 spielte er bei zahlreichen Stücken auch Synthesizer. Im Video zu One Vision aus dem Jahre 1985 sieht man ihn am Schlagzeug sitzen.

### Songwriting
Weitere Songs neben Another One Bites the Dust (1980, Album The Game) und I Want to Break Free (1984, Album The Works), die Deacon allein oder mit Bandmitgliedern geschrieben hat, sind folgende:
- 1974: Sheer Heart Attack: Misfire; Stone Cold Crazy
- 1975: A Night at the Opera: You’re My Best Friend
- 1976: A Day at the Races: You and I
- 1977: News of the World: Spread Your Wings; Who Needs You
- 1978: Jazz: If You Can’t Beat Them; In Only Seven Days
- 1980: The Game: Need Your Loving Tonight
- 1980: Flash Gordon – Original Soundtrack Music: Execution of Flash; Arboria (Planet of the Tree Men)
- 1982: Hot Space: Back Chat; Cool Cat (Co-Autor Mercury)
- 1984: The Works – I Want to Break Free
- 1986: A Kind of Magic: One Year of Love; Pain Is So Close to Pleasure (Co-Autor Mercury); Friends Will Be Friends (Co-Autor Mercury)
- 1989: The Miracle: Rain Must Fall; My Baby Does Me (Co-Autor Mercury)

My Life Has Been Saved erschien 1989 als B-Seite der Single Scandal; eine überarbeitete Version ist auf dem 1995 veröffentlichten Album Made in Heaven enthalten. Die Komponisten-Angabe lautet (wie bei allen Songs von 1989) „Queen“; de facto stammt das Stück laut Angaben des Produzenten von John Deacon.

### Weitere Tätigkeiten
Auf Grund von Missmanagement hatte die Band zunächst kaum einen Verdienst. Nachdem der Manager von Elton John ein Jahr lang die wirtschaftlichen Verhältnisse von Queen saniert hatte, arbeitete die Band selbstständig. Deacon kümmerte sich dabei um die geschäftlichen Belange.
Durch sein Elektrotechnikstudium konnte er auch öfter an der technischen Ausrüstung der Band basteln und so deren Leistungsfähigkeit positiv beeinflussen. Das wohl bekannteste Ergebnis davon ist ein spezieller Verstärker, der sogenannte Deacy Amp, den sowohl Deacon (bei den Gitarrenaufnahmen für Misfire) als auch gelegentlich Brian May für seine Red Special benutzten.

## Weitere Projekte
Eines der wenigen größeren Solo-Projekte von John Deacon war die im Mai 1986 unter dem Bandnamen The Immortals erschienene Single No Turning Back, die aus dem Soundtrack des Films Der Biggles-Effekt (Originaltitel: Biggles) stammt. Geschrieben und produziert wurde der Song von Deacon gemeinsam mit Robert Ahwai. Die Gruppe The Immortals mit Ahwai, Deacon und Lenny Zakatek wurde eigens für dieses Projekt im März 1986 gegründet. Im Juni desselben Jahres erschien das Album mit dem Soundtrack. Der Film von John Hough mit Neil Dickson, Alex Hyde-White und Peter Cushing hatte in Deutschland am 19. Juni 1986 Premiere.
An folgenden Projekten anderer Musiker war John Deacon beteiligt:
| Jahr | Interpret                            | Song                                                                     | Tonträger                                                                                       | Deacons Beitrag                                                                             |
| ---- | ------------------------------------ | ------------------------------------------------------------------------ | ----------------------------------------------------------------------------------------------- | ------------------------------------------------------------------------------------------- |
| 1983 | Man Friday & Jive Junior             | Picking Up Sounds                                                        | Picking Up Sounds (Single)                                                                      | Koautor, Bass                                                                               |
| 1984 | Roger Taylor                         | It’s an Illusion                                                         | Strange Frontier (Album)                                                                        | Bass                                                                                        |
| 1984 | Roger Taylor                         | I Cry for You (Remix), I Cry for You (Extended Mix)                      | Strange Frontier (7"- bzw. 12"-Single)                                                          | Remix (gemeinsam mit Mack)                                                                  |
| 1985 | Elton John                           | Too Young                                                                | Ice on Fire (Album)                                                                             | Bass (Schlagzeug: Roger Taylor)                                                             |
| 1986 | Elton John                           | Angeline                                                                 | Leather Jackets (Album)                                                                         | Bass (Schlagzeug: Roger Taylor)                                                             |
| 1986 | The Immortals                        | No Turning Back (verschiedene Mixe)                                      | No Turning Back (Single), Biggles (Soundtrack-Album)                                            | Bass, Koautor, Produzent                                                                    |
| 1986 | Minako Honda                         | Roulette (eine neue Version von No Turning Back ohne Mitwirkung Deacons) | Cancel (Album)                                                                                  | Songautor                                                                                   |
| 1987 | Anita Dobson                         | I Dream of Christmas                                                     | I Dream of Christmas (Single), Talking of Love (Album)                                          | Bass (Autor, Produktion: Brian May)                                                         |
| 1987 | Bad News                             | Bohemian Rhapsody                                                        | Bohemian Rhapsody (Single), Bad News (Album)                                                    | Backing Vocals (zusammen mit Produzent Brian May)                                           |
| 1988 | Morris Minor and the Majors          | Stutter Rap (No Sleep Til Bedtime)                                       | Stutter Rap (No Sleep Til Bedtime) (Videoclip)                                                  | Auftritt im Video                                                                           |
| 1988 | Morris Minor and the Majors          | This Is the Chorus                                                       | This Is the Chorus (Videoclip)                                                                  | Auftritt im Video                                                                           |
| 1988 | Freddie Mercury & Montserrat Caballé | How Can I Go On                                                          | Barcelona (Album), How Can I Go On (Single)                                                     | Bass                                                                                        |
| 1988 | The Prince’s Trust Rock Concert      | The Letter (live)                                                        | The Prince’s Trust Rock Concert                                                                 | Bass (Gitarre: Brian May; Gesang: Joe Cocker)                                               |
| 1989 | Ian & Belinda                        | Who Wants to Live Forever (mehrere Versionen)                            | Who Wants to Live Forever (7"- bzw. 12"-Benefizsingle für den British Bone Marrow Donor Appeal) | Bass (Produktion, Gitarre: Brian May; Schlagzeug: Roger Taylor)                             |
| 1992 | Brian May                            | Nothin' But Blue                                                         | Back to the Light (Album)                                                                       | Bass                                                                                        |
| 1992 | Cozy Powell                          | Somewhere in Time (die instrumentale Version von Mays Nothin' But Blue)  | The Drums Are Back (Album)                                                                      | Bass                                                                                        |
| 1994 | Steve Gregory                        | Bushfire                                                                 | Bushfire (Album)                                                                                | Bass                                                                                        |
| 1997 | SAS Band                             | That’s the Way God Planned It                                            | SAS Band (Album)                                                                                | Bass (Schlagzeug: u. a. Roger Taylor; Gesang: R. Taylor, Tony Hadley, Chris Thompson u. a.) |